# Amator (pel·lícula de 1979)
Amator (polonès: Amateur) és una pel·lícula de comèdia dramàtica polonesa de 1979 escrita i dirigida per Krzysztof Kieślowski i protagonitzada per Jerzy Stuhr. La pel·lícula tracta sobre un humil treballador d'una fàbrica l'afició recent descoberta, el cinema amateur, es converteix en una obsessió i transforma la seva vida modesta i antigament satisfeta. Amator va guanyar el premi Lleó d'Or del Festival del Cinema Polonès i el Premi FIPRESCI i Premi d'Or a l'11è Festival Internacional de Cinema de Moscou, i el Premi Otto Dibelius del Festival Internacional de Cinema de Berlín l'any 1980.

## Argument
La pel·lícula està ambientada a finals de la dècada de 1970 a Wielice, República Popular de Polònia. El treballador de la fàbrica Filip Mosz (Jerzy Stuhr) és un pare nerviós i un marit adorable quan comença a filmar els primers dies de la seva filla amb una càmera de cinema de 8 mm acabada d'adquirir. Creu, tal com li diu a la seva dona, que ara té tot el que ha desitjat des de la seva joventut com a orfe, però quan el cap local del Partit Comunista li demana que filmi un acte de celebració del jubileu de la seva planta, la seva fascinació per les possibilitats. del cinema comença a transformar la seva vida.
Quan veuen la seva pel·lícula, els seus superiors troben la seva presa d'un colom inútil i les seves fotos de diversos negociadors en una reunió de negocis massa predecibles. El seu cap suggereix que Filip va tallar els plans dels animadors que es pagaven, els homes que van al bany i la reunió de negocis. (Permet que Filip es quedi els coloms sempre que es tregui la foto dels animadors que es paga.) Presenta la pel·lícula a un festival i guanya el tercer premi, efectivament el segon premi perquè el festival no va concedir un primer premi, sent que no la feina era mereixedora. Se li dóna un premi com a incentiu per seguir rodant. Comença a descuidar les seves responsabilitats amb la seva família mentre la seva atenció es fixa en Anna Wlodarczyk, una atractiva "amatorka" (aficionada) que encoratja la realització de cinema de Filip, les activitats que filma i el món dels cinèfils.
L'emissora de televisió de Cracòvia emet la pel·lícula de Filip sobre un nan que treballa a la fàbrica i una altra sobre els fons de renovació de la ciutat mal assignats. El cap de Filip li recrimina: les obres de la nova escola bressol s'hauran d'aturar a causa de la seva exposició, i Stasio Osuch, cap del comitè d'empresa i mentor de Filip, perdrà la feina. Després d'això, Filip recupera el recipient per a la seva pel·lícula encara no desenvolupada sobre la construcció, que ha sabut que no funciona per falta de materials, amb els treballadors contractats en secret en altres projectes de la ciutat, l'obre i llença la pel·lícula a estar exposat a la llum. Sol a casa, després que la seva dona hagi deixat la relació amb la seva filla a causa de la seva obsessió pel rodatge en lloc de la seva família, Filip gira ara la seva càmera de 16 mm cap a si mateix.

## Repartiment
- Jerzy Stuhr com a Filip Mosz
- Malgorzata Zabkowska com a Irka Mosz
- Ewa Pokas com Anna Wlodarczyk
- Stefan Czyzewski com a director
- Jerzy Nowak com Stanislaw Osuch
- Tadeusz Bradecki com a Witek Jachowicz
- Marek Litewka com a Piotrek Krawczyk
- Boguslaw Sobczuk com a Kedzierski
- Krzysztof Zanussi com ell mateix
- Andrzej Jurga com ell mateix
- Alicja Bienicewicz com a Jaska
- Tadeusz Rzepka com a Wawrzyniec
- Aleksandra Kisielewska com a Hania, secretària
- Wlodzimierz Maciudzinski com a Stelmaszczyk
- Roman Stankiewicz com a Czeslaw
- Antonina Barczewska com a Katarzyna
- Feliks Szajnert com a Doctor
- Jolanta Brzezinska com a dona de Wawrzyniec
- Teresa Szmigielówna com a ella mateixa
- Jacek Turalik com a Buczek
- Andrzej Warchal com a editor de televisió (com a Andrzej Warchol)
- Danuta Wiercinska com a Grazyna (com a D. Wiercinska)
- Tadeusz Huk com a metge de guàrdia

## Anàlisi
Amator explora la censura a la Polònia comunista i la seva repressió de l'expressió individual de les seves observacions. Filip també s'enfronta a les conseqüències d'un home que descobreix noves possibilitats i troba el seu antic món, que havia estat tan satisfactori abans que descobrís el cinema, convertit en avorrit, vell i limitat.
Krzysztof Kieślowski subratlla el poder del cinema a través de diverses escenes a Amator. La realització de pel·lícules de Filip permet al seu amic afligit veure un breu clip de la seva difunta mare fent la salutació des d'una finestra i d'ell mateix conduint alegrement un cotxe fúnebre i fent un gest a la càmera. Quan filma la història d'un petit treballador de fàbrica i després li mostra el resultat, l'obrer es veu emocionat per la capacitat de Filip per donar veu i un arc a una vida d'altra manera normal i poc excepcional. Filip descobreix que amb la seva habilitat per crear ve la capacitat de destruir la pel·lícula quan intenta emetre un videoclip seu que pretén exposar en silenci la corrupció del partit. El clip resulta estar mal informat i provoca l'acomiadament d'un dels seus partidaris de la seva feina, una conseqüència desafortunada dels seus informes desinformats, el secret del Partit i la cultura de censura de la Polònia comunista.
La pel·lícula acaba amb Filip girant la càmera sobre ell mateix, adonant-se massa tard que tot el temps hauria d'haver reflexionat sobre les conseqüències de la seva obsessió per la càmera sobre ell mateix, la seva vida i la seva família.

## Producció

### Llocs de rodatge
- Cracòvia, Malopolskie, Polònia
- Varsòvia, Mazowieckie, Polònia
- Wytwórnia Filmów Fabularnych, Lódz, Lódzkie, Polònia (estudi)

### Banda sonora
- "Walc E minor" (Frédéric Chopin) de Krystian Zimmermann
- "Staropolskim obyczajem" (J. Odrowaz, A. Skorupka, W. Kruszynski) de Zofia & Zbigniew Framer[4]

## Recepció

### Resposta crítica
Amator va rebre crítiques diverses. A la seva ressenya a The New York Times, Vincent Canby va argumentar que gran part de la pel·lícula "vol dir ser molt emotiva, però els esdeveniments que veiem poques vegades justifiquen totes les reaccions exagerades. El Sr. Kieślowski també sembla que suggereix que l'art, en aquest cas, la realització de pel·lícules, ha de ser un procés pel qual l'artista consumeix les matèries primeres de la seva experiència i després les escupi com a art acabat, deixant a la gent que l'envolta en l'estat d'ossos de vedella rosegats, una simplificació excessiva de la procés creatiu i probablement només s'aplica, realment, al segon classificat". Canby va assenyalar, però, que la pel·lícula va ser "interpretada de manera exuberant per un bon repartiment encapçalat pel Sr. Stuhr." Jonathan Rosenbaum del Chicago Reader va escriure sobre la pel·lícula "Envasada amb l'enginy i la intel·ligència secs de Kieslowski, aquesta pel·lícula inicial proporciona una excel·lent introducció al seu treball." Al lloc web de l'agregador de ressenyes Rotten Tomatoes, Amator té una puntuació d'aprovació del 90% basada en 10 ressenyes, amb una puntuació mitjana de 7,3/10.
El director polonès Krzysztof Zanussi (director de l'Escola de Cinema de Lodz quan Kieslowski era el seu director adjunt) explica que hi va haver un període abans de l'èxit de Amator fora de Polònia quan el treball de Kieślowski es considerava inadequat per viatjar internacionalment. Zanussi argumenta que l'obra de Kieślowski sempre va tenir un atractiu universal, i que l'elogi o el menyspreu li semblaven a Zanussi, arbitraris. Per exemple, després que Kieślowski aconseguís elogis per les pel·lícules que va fer a Occident —La Double vie de Véronique i Trilogia dels tres colors—, les seves pel·lícules anteriors, que havien estat en gran part condemnades pels crítics i crítics occidentals, van ser de sobte elogiades com a cos col·lectiu.

### Premis i nominacions
- Festival de cinema polonès 1979 Premi Lleó d'Or (Krzysztof Kieślowski) Guanyador
- Premi al millor actor del Festival de Cinema Polonès de 1979 (Jerzy Stuhr) Guanyador
- Festival Internacional de Cinema de Moscou 1979 Premi FIPRESCI (Krzysztof Kieślowski) Guanyat
- Premi d'Or del Festival Internacional de Cinema de Moscou de 1979 (Krzysztof Kieślowski) Guanyador
- 1980 30è Festival Internacional de Cinema de Berlín Premi Interfilm, Premi de cinema Otto Dibelius (Krzysztof Kieślowski) Guanyador[3]
- 1980 Festival Internacional de Cinema de Chicagol Golden Hugo (Krzysztof Kieślowski) Guanyador[9]